# 情緒商數
情绪商數，全稱情緒智慧商數，简称情商（英語：或，缩写为或），是一種自我情绪控制能力的指数，由美国心理学家彼得·沙洛維於1991年创立，屬於发展心理学範疇。情商是一种认识、了解、控制情绪的能力。但也有人质疑情商是否是一种智力能力的扩展表现。跟智商不一樣，情緒商數可以經過指導而有改善。
丹尼爾·高爾曼和其他几个研究者，發展了情緒商數的概念并声称它至少像更传统的智商一样重要。多元智能理论的支持者们通常认为，对因素的测量是对学业能力的最佳测量方法。他们认为其他种类的智能在学校教育之外会同等重要；作为回应，因素的研究者认为，在进行实际测量的时候（hunt2001）多元智能理论还没有诞生。他们还指出，因素对个人行为有根本性的影响，个人的工作表现也不例外；（坎贝尔）此外，有些人誤以為智商和情商呈現負相關；然而一些研究指出，智商和情商呈現正相關，甚至一項研究指出，一個人的智商，對一個人的情商的解釋力最強。
由於商數(Quotient)一詞必須有嚴謹的數學定義且符合統計學測量假設，而情緒智力測量方法上因為先天的限制，至今尚未有符合統計學原理的測驗試題能被發展出來，因此目前在學術界精確來說，中文應使用「情緒智力」一詞(英語：Emotional Intelligence,即)，應避免使用情緒商數一詞。

## 历史
最早情商的起源可以追溯到达尔文的研究。他认为情感宣泄对动物的生存与对环境的适应起着重要作用。在二十世纪，尽管对智商的传统定义重点强调认知的方面，比如识记知识、解决问题等，但是不少有影响力的研究者在智商的研究中发现了非认知领域的重要性。
早在1920年，爱德华·桑代克用社会智能（social intelligence）来描述理解与管理他人的能力。
大卫·韦克斯勒相似地描述了非智力因素对行为的影响，并进一步提出如果不能充分阐释这些非智力因素，那么对智商的研究将难有进展。
在1983年，哈沃德·加德納的多元智能理论（The Theory of Multiple Intelligences）引入了多元智能的概念。多元智能包括了人际智能（洞察他人的目的与动机的能力）和自我认知智能（认识并理解自我的能力）。加德纳认为，传统的智能（比如智商），不能全面地描述一个人的能力。
尽管研究者们提出的概念有所不同，但他们都有一个共识：传统的对智商的定义不能全面地评估人的成就。
在2000年第一次区分了特质型情绪智力与能力型情绪智力。

## EQ五個向度
丹尼爾·高爾曼(Goleman)指出EQ由五個向度所組成。

### 自我察覺
精准的情绪自我察觉。（emotion self-awareness）

### 自我規範
积极、适当地控制和表达情绪自我情緒。情绪的表达是可控的，不会“情绪失控”。

### 自我激勵
调动情绪，达成自我激励、自我驱动，完成目标。

### 同理心
共情能力强，通过细微的信号，敏感地感受到他人的需求和欲望，识别他人的情绪。是很好的“聆听者”，当别人在倾诉时，能巧妙地回应，表达理解、尊重对方的诉求。善于调控他人的情绪反应，帮助别人表达情绪。

### 现实检验能力
精准和客观地检验现实（reality testing）环境中的资源、有利与不利的事物。面对现实能保持乐观主义积极地接受变化，综合各种资源灵活应对多变的环境和压力，成功地解决问题而不失控。

## 質疑
許多歷史聞名的政治家、科學家、藝術家、文學家、企業家都有情緒控制能力不佳、人際關係差、難相處的問題，有些甚至長期罹患情感性精神疾病，如英國首相邱吉爾有憂鬱症、諾貝爾經濟學獎得主約翰‧奈許長期罹患思覺失調症（即精神分裂症），但均不影響他們在各自專業領域的成就。因此情緒商數是否與個人成就有關，尚有疑義。
有些心理疾患如反社會人格者，反而擁有極佳同理能力與情緒控制能力，並且能據以操縱他人為自己的利益服務，包括許多連環殺人犯與性犯罪者，都是外型彬彬有禮、行為舉止溫和、客氣有禮貌，甚至是樂於助人，參與許多公共服務，如约翰·韦恩·盖西、泰德·邦迪。因此情緒商數與人格特質是否符合道德與社會規範，也不一定有很高的相關性。
另有研究指出，在調整受測者的五大人格特質和智商後，情商和成就的相關性降至接近零，且有不同的研究指出，情商和智商呈現正相關。其中一項利用卡泰爾「文化公平」智力測驗（Cattell's "Culture Fair" intelligence test）以及大五人格特質的研究發現，情商和智商與人格特質呈現高度正相關，其多元迴歸分析的R值為.76；而各項數值中，和情商相關度最高的因子包括智商（標準化迴歸係數為.39）、親和性（標準化迴歸係數為0.54）以及經驗開放性（標準化迴歸係數為0.46）等，換句話說，一個人的智商和性格，尤其是智商、親和性和經驗開放性，都和情商呈現正相關；另一項研究也發現智商和情商呈現高度正相關，且標準化迴歸係數為.69，換句話說，智商可能是影響情商的最大因素。

## 著名的相关心理学家
研究情緒商數的著名發展心理學家：
- 彼德·薩洛維（英语：Peter Salovey）
- 約翰·梅爾
- 丹尼爾·高爾曼

## 引用
1. 1 2  Bar-On, R. (2006), The Bar-On model of emotional-social intelligence (ESI). Psicothema, 18 , supl., 13-25.
2. ↑  Thorndike, R.K. (1920). "Intelligence and Its Uses", Harper's Magazine 140, 227-335.
3. ↑  Gardner, H. (1983). Frames of mind. New York: Basic Books.
4. ↑  Smith, M.K. (2002) "Howard Gardner and multiple intelligences", The Encyclopedia of Informal Education, downloaded from http://www.infed.org/thinkers/gardner.htm （页面存档备份，存于） on October 31, 2005.
5. ↑  Petrides, K.V. & Furnham, A. (2000a). On the dimensional structure of emotional intelligence. Personality and Individual Differences, 29, 313-320
6. ↑  Goleman, Daniel.Emotional intelligence[M]. Bantam Books, 1995.
7. ↑  Fiori M, Antonakis J. . Personality and Individual Differences (Submitted manuscript). 2011, 50 (3): 329–334. doi:10.1016/j.paid.2010.10.010.
8. ↑  Antonakis J, Dietz J. . Personality and Individual Differences (Submitted manuscript). 2011, 50 (3): 409–415. doi:10.1016/j.paid.2010.09.014.